# Hải quân Hoàng gia Anh

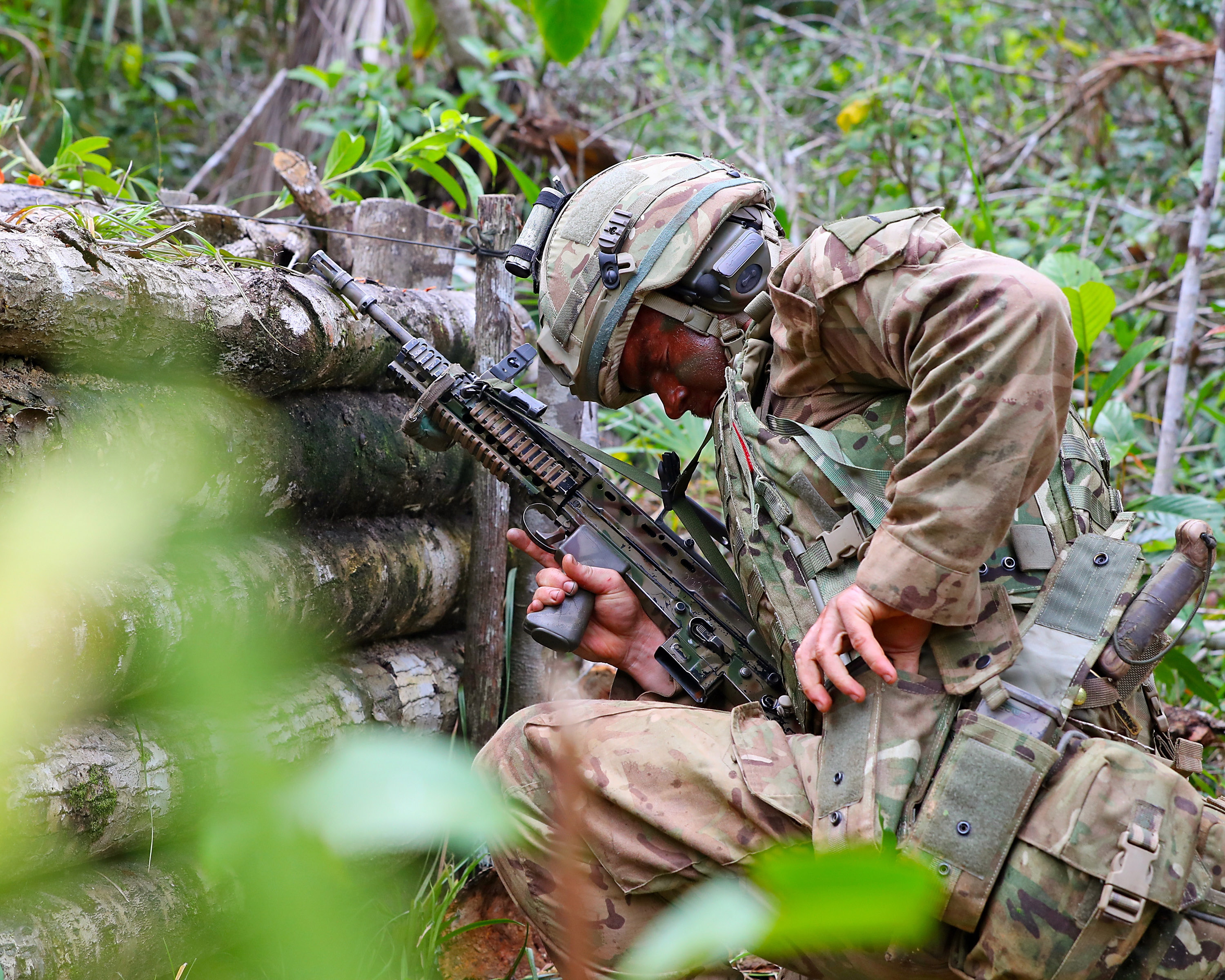
Lính thủy đánh bộ Hoàng gia (Royal Marine) đang diễn tập tác chiến tại môi trường rừng nhiệt đới ở Belize

Hải quân Hoàng gia Anh là lực lượng lâu đời nhất trong Lực lượng Vũ trang Anh. Từ đầu thế kỷ 18 đến giữa thế kỷ 20, Hải quân Anh là lực lượng hải quân lớn nhất và mạnh nhất trên thế giới, đóng vai trò chủ yếu trong việc thiết lập nên một Đế quốc Anh có sức mạnh vượt trội trong thế kỷ 19 đến đầu thế kỷ 20.
Trong Chiến tranh thế giới thứ hai, Hải quân Hoàng gia có khoảng 900 tàu hoạt động. Trong Chiến tranh lạnh, nó đã thay đổi nhiệm vụ chính, trở thành lực lượng chống tàu ngầm, chống lại các tàu ngầm của Liên Xô. Khi Liên Xô tan rã, vai trò của nó trong thế kỷ 21 đã trở lại như ban đầu và tập trung vào hoạt động chủ yếu ở các vùng nước sâu trên toàn cầu.
Hải quân Hoàng gia Anh hiện nay, xét về trọng lượng của các hạm tàu, là lực lượng hải quân lớn thứ 2 trong NATO. Hải quân Anh hiện có khoảng 91 hạm tàu đang hoạt động, gồm các tàu sân bay, tàu ngầm hạt nhân, các tàu chống mìn và các tàu tuần tra.

## Các hạm đội
Xét về số lượng tàu và kích cỡ các tàu, Hải quân Hoàng gia đã bị suy yếu từ những năm 1960. Các số liệu sau, không tính tới việc tăng lên về mặt công nghệ hiện đại trong tàu hải quân, mà chỉ đưa ra sự suy giảm chung của các hạm đội. Bảng sau là sự suy giảm về số lượng các tàu từ năm 1960.
| Năm  | Tàu ngầm | Tàu ngầm | Tàu ngầm | Tàu ngầm | Tàu sân bay | Tàu sân bay | Tàu sân bay | Tàu tấn công | Tàu chiến mặt nước | Tàu chiến mặt nước | Tàu chiến mặt nước | Tàu chiến mặt nước | Tàu phá mìn | Tàu tuần tiễu | Tổng |
| Năm  | Tổng     | SSBN     | SSN      | SS & SSK | Tổng        | CV          | CV(L)       | Tàu tấn công | Tổng               | Tàu tuần dương     | Destroyers         | Frigate            | Tàu phá mìn | Tàu tuần tiễu | Tổng |
| ---- | -------- | -------- | -------- | -------- | ----------- | ----------- | ----------- | ------------ | ------------------ | ------------------ | ------------------ | ------------------ | ----------- | ------------- | ---- |
| 1960 | 48       | 0        | 0        | 48       | 9           | 6           | 3           | 0            | 145                | 6                  | 55                 | 84                 |             |               | 202  |
| 1965 | 47       | 0        | 1        | 46       | 6           | 4           | 2           | 0            | 117                | 5                  | 36                 | 76                 |             |               | 170  |
| 1970 | 42       | 4        | 3        | 35       | 5           | 3           | 2           | 2            | 97                 | 4                  | 19                 | 74                 |             |               | 146  |
| 1975 | 32       | 4        | 8        | 20       | 3           | 1           | 2           | 2            | 72                 | 2                  | 10                 | 60                 | 43          | 14            | 166  |
| 1980 | 32       | 4        | 11       | 17       | 3           | 0           | 3           | 2            | 67                 | 1                  | 13                 | 53                 | 36          | 22            | 162  |
| 1985 | 33       | 4        | 14       | 15       | 4           | 0           | 4           | 2            | 56                 | 0                  | 15                 | 41                 | 45          | 32            | 172  |
| 1990 | 31       | 4        | 17       | 10       | 3           | 0           | 3           | 2            | 49                 | 0                  | 14                 | 35                 | 41          | 34            | 160  |
| 1995 | 16       | 4        | 12       | 0        | 3           | 0           | 3           | 2            | 35                 | 0                  | 12                 | 23                 | 18          | 32            | 106  |
| 2000 | 16       | 4        | 12       | 0        | 3           | 0           | 3           | 3            | 32                 | 0                  | 11                 | 21                 | 21          | 23            | 98   |
| 2005 | 15       | 4        | 11       | 0        | 3           | 0           | 3           | 2            | 28                 | 0                  | 9                  | 19                 | 16          | 26            | 90   |
| 2006 | 14       | 4        | 10       | 0        | 2           | 0           | 2           | 3            | 25                 | 0                  | 8                  | 17                 | 16          | 22            | 82   |

## Vai trò hiện nay
Hiên nay Hải quân Hoàng gia Anh có nhiệm vụ bảo vệ lợi ích của Vương quốc Anh cả trong và ngoài nước, thực hiện chính sách quốc phòng và chính sách đối ngoại của chính phủ Hoàng gia Anh. Hải quân Anh cũng đóng vai trò quan trọng trong sự đóng góp của Anh đối với NATO.